# Sami Kapanen
Sami Hannu Antero Kapanen (* 14. června 1973 Vantaa) je bývalý finský lední hokejista, hrající zpravidla na pozici pravého křídla.

## Hráčská kariéra
Ve finské lize debutoval v roce 1989 v klubu KalPa. V roce 1994 hostoval na jeden zápas play-off o extraligu v HC Kometa Brno. O rok později odešel hrát National Hockey League za Hartford Whalers, s nimiž prodělal v roce 1997 stěhování a změnu názvu na Carolina Hurricanes, v roce 2002 s týmem hrál finále Stanley Cupu. V letech 2003–2008 působil ve Philadelphia Flyers, v roce 2007 se stal prvním laureátem Ceny Geneho Harta, udělované fanklubem Flyers. V roce 2008 se vrátil do Kuopia, kde hrál do ukončení kariéry v roce 2014. Je funkcionářem a spoluvlastníkem klubu KalPa.
Celkově odehrál v NHL 831 zápasů, zaznamenal 189 branek a 269 asistencí. V letech 2000 a 2002 byl nominován pro NHL All-Star Game, v obou případech vyhrál soutěž o nejrychlejšího bruslaře. Ve finské lize odehrál 401 utkání (120 gólů, 173 nahrávek). V roce 2009 obdržel Trofej Raimo Kilpiöna.
Reprezentoval Finsko na dvou mistrovství světa juniorů v ledním hokeji (1992 a 1993), sedmi mistrovství světa v ledním hokeji (1994, 1995, 1996, 1998, 2001, 2009, 2010), čtyřech olympiádách (1994, 1998, 2002 a 2006) a jednom světovém poháru (1996). Je mistrem světa z roku 1995, stříbrné medaile má z let 1994, 1998 a 2001, v letech 1994 a 1998 byl členem bronzového olympijského týmu. V roce 2010 byl reprezentačním kapitánem.
Profesionálními hokejisty jsou také jeho otec Hannu Kapanen, bratr Kimmo Kapanen a syn Kasperi Kapanen.

## Ocenění a úspěchy
- 1994 SM-l – All-Star Tým
- 1994 SM-l – Hráč měsíce ledna 1994
- 2000 NHL – All-Star Game
- 2001 Finsko – Finský hokejista roku
- 2001 MS – All-Star Tým
- 2001 MS – Nejlepší útočník
- 2001 MS – Nejlepší střelec
- 2002 Finsko – Finský hokejista roku
- 2005 Mes – Hráč měsíce prosince 2004
- 2005 Mes – Postup s klubem KalPa do SM-l
- 2009 SM-l – All-Star Tým
- 2009 SM-l – Trofej Raimo Kilpiöna
- 2009 SM-l – Hráč měsíce října 2008
- 2010 SM-l – All-Star Tým

## Prvenství
- Debut v NHL – 13. prosince 1995 (Hartford Whalers proti Tampa Bay Lightning)
- První gól v NHL – 6. ledna 1996 (Boston Bruins proti Hartford Whalers, brankáři Craig Billington)
- První asistence v NHL – 20. prosince 1995 (Hartford Whalers proti Calgary Flames)
- První hattrick v NHL – 12. listopadu 1997 (Edmonton Oilers proti Carolina Hurricanes)

## Klubová statistika
| Sezóna        | Klub                  | Soutěž        |     | Základní část | Základní část | Základní část | Základní část | Základní část |    | Play off | Play off | Play off | Play off | Play off |
| Sezóna        | Klub                  | Soutěž        | Z   | G             | A             | B             | TM            | Z             | G  | A        | B        | TM       |          |          |
| 1989–90       | KalPa                 | SM-s 20       | 30  | 14            | 13            | 27            | 4             | —             | —  | —        | —        | —        |          |          |
| 1990–91       | KalPa                 | SM-s 20       | 31  | 9             | 27            | 36            | 10            | —             | —  | —        | —        | —        |          |          |
| 1990–91       | KalPa                 | SM-l          | 14  | 1             | 2             | 3             | 2             | 8             | 2  | 1        | 3        | 2        |          |          |
| 1991–92       | KalPa                 | SM-s 20       | 8   | 1             | 3             | 4             | 12            | —             | —  | —        | —        | —        |          |          |
| 1991–92       | KalPa                 | SM-l          | 42  | 15            | 10            | 25            | 8             | —             | —  | —        | —        | —        |          |          |
| 1992–93       | KalPa                 | SM-l          | 37  | 4             | 17            | 21            | 12            | —             | —  | —        | —        | —        |          |          |
| 1993–94       | KalPa                 | SM-l          | 48  | 23            | 32            | 55            | 16            | —             | —  | —        | —        | —        |          |          |
| 1993–94       | HC Královopolská Brno | 1.ČHL         | —   | —             | —             | —             | —             | 1             | 0  | 0        | 0        | 0        |          |          |
| 1994–95       | IFK Helsinky          | SM-l          | 49  | 14            | 28            | 42            | 42            | 3             | 0  | 0        | 0        | 0        |          |          |
| 1995–96       | Hartford Whalers      | NHL           | 35  | 5             | 4             | 9             | 6             | —             | —  | —        | —        | —        |          |          |
| 1995–96       | Springfield Falcons   | AHL           | 28  | 14            | 17            | 31            | 4             | 3             | 1  | 2        | 3        | 0        |          |          |
| 1996–97       | Hartford Whalers      | NHL           | 45  | 13            | 12            | 25            | 2             | —             | —  | —        | —        | —        |          |          |
| 1997–98       | Carolina Hurricanes   | NHL           | 81  | 26            | 37            | 63            | 16            | —             | —  | —        | —        | —        |          |          |
| 1998–99       | Carolina Hurricanes   | NHL           | 81  | 24            | 35            | 59            | 10            | 5             | 1  | 1        | 2        | 0        |          |          |
| 1999–00       | Carolina Hurricanes   | NHL           | 76  | 24            | 24            | 48            | 12            | —             | —  | —        | —        | —        |          |          |
| 2000–01       | Carolina Hurricanes   | NHL           | 82  | 20            | 37            | 57            | 24            | 6             | 2  | 3        | 5        | 0        |          |          |
| 2001–02       | Carolina Hurricanes   | NHL           | 77  | 27            | 42            | 69            | 23            | 23            | 1  | 8        | 9        | 6        |          |          |
| 2002–03       | Carolina Hurricanes   | NHL           | 43  | 6             | 12            | 18            | 12            | —             | —  | —        | —        | —        |          |          |
| 2002–03       | Philadelphia Flyers   | NHL           | 28  | 4             | 9             | 13            | 6             | 13            | 4  | 3        | 7        | 6        |          |          |
| 2003–04       | Philadelphia Flyers   | NHL           | 74  | 12            | 18            | 30            | 14            | 18            | 3  | 7        | 10       | 6        |          |          |
| 2004–05       | KalPa                 | Mes           | 10  | 6             | 3             | 9             | 2             | 9             | 5  | 3        | 8        | 4        |          |          |
| 2005–06       | Philadelphia Flyers   | NHL           | 58  | 12            | 22            | 34            | 12            | 6             | 0  | 0        | 0        | 2        |          |          |
| 2006–07       | Philadelphia Flyers   | NHL           | 77  | 11            | 14            | 25            | 22            | —             | —  | —        | —        | —        |          |          |
| 2007–08       | Philadelphia Flyers   | NHL           | 74  | 5             | 3             | 8             | 16            | 16            | 2  | 0        | 2        | 2        |          |          |
| 2008–09       | KalPa                 | SM-l          | 55  | 20            | 24            | 44            | 18            | 12            | 4  | 5        | 9        | 4        |          |          |
| 2009–10       | KalPa                 | SM-l          | 49  | 15            | 31            | 46            | 58            | 13            | 6  | 7        | 13       | 0        |          |          |
| 2011–12       | KalPa                 | SM-l          | 35  | 13            | 12            | 25            | 33            | 2             | 1  | 0        | 1        | 0        |          |          |
| 2012–13       | KalPa                 | SM-l          | 38  | 7             | 11            | 18            | 14            | 5             | 0  | 1        | 1        | 2        |          |          |
| 2013–14       | KalPa                 | Liiga         | 34  | 7             | 6             | 13            | 26            | —             | —  | —        | —        | —        |          |          |
| Celkem v NHL  | Celkem v NHL          | Celkem v NHL  | 831 | 189           | 269           | 458           | 175           | 87            | 13 | 22       | 35       | 22       |          |          |
| Celkem v SM-l | Celkem v SM-l         | Celkem v SM-l | 401 | 120           | 173           | 293           | 229           | 43            | 13 | 14       | 27       | 8        |          |          |

## Reprezentace
| Rok          | Tým          | Soutěž       | Z           | G           | A           | B           | TM          |
| ------------ | ------------ | ------------ | ----------- | ----------- | ----------- | ----------- | ----------- |
| 1990         | Finsko 18    | MEJ          | 6           | 6           | 4           | 10          | 0           |
| 1991         | Finsko 20    | MSJ          | 7           | 1           | 5           | 6           | 8           |
| 1992         | Finsko 20    | MSJ          | 7           | 1           | 2           | 3           | 2           |
| 1994         | Finsko       | OH           | 8           | 1           | 0           | 1           | 2           |
| 1994         | Finsko       | MS           | 8           | 4           | 2           | 6           | 0           |
| 1995         | Finsko       | MS           | 8           | 2           | 2           | 4           | 6           |
| 1996         | Finsko       | MS           | 6           | 2           | 3           | 5           | 2           |
| 1996         | Finsko       | SP           | 3           | 0           | 0           | 0           | 4           |
| 1998         | Finsko       | OH           | 6           | 0           | 1           | 1           | 0           |
| 1998         | Finsko       | MS           | 10          | 4           | 3           | 7           | 2           |
| 2001         | Finsko       | MS           | 8           | 7           | 4           | 11          | 8           |
| 2002         | Finsko       | OH           | 4           | 1           | 2           | 3           | 4           |
| 2004         | Finsko       | SP           | Nenastoupil | Nenastoupil | Nenastoupil | Nenastoupil | Nenastoupil |
| 2006         | Finsko       | OH           | Nenastoupil | Nenastoupil | Nenastoupil | Nenastoupil | Nenastoupil |
| 2009         | Finsko       | MS           | 7           | 2           | 3           | 5           | 2           |
| 2010         | Finsko       | MS           | 7           | 1           | 1           | 2           | 0           |
| Celkem v MS  | Celkem v MS  | Celkem v MS  | 54          | 22          | 18          | 40          | 20          |
| Celkem v OH  | Celkem v OH  | Celkem v OH  | 18          | 2           | 3           | 5           | 6           |
| Celkem v MSJ | Celkem v MSJ | Celkem v MSJ | 14          | 2           | 7           | 9           | 10          |